# 天母教
天母教（てんもきょう）は日本統治時代の台湾に生まれた神道系の新宗教の一つである。扶桑教の一派とされ、中治稔郎によって1925年に創立された。

## 教義
その教義は、日本の天照大御神と中国の海神である媽祖（天上聖母）が同一のものであるとするもので、台湾における民間宗教を取り込み、教化を図ったものである。宗教行事は神式で行われ、皇室との関わりも持とうとしていた。
教名の「天母」とはその（天照・媽祖）女神のことを指し、天母教では「母の愛情は人類の最も強きもの」であると考えられており、母性愛こそが神の「最大霊徳」である仁愛を示すものとされている。そのため、神は女性の姿をとって現れると説かれている。その他、ほとんどの宗教と同じように勧善懲悪の教えを持っている。

## 天母地区の開発
教団の中心は、台北の三角埔に建設した天母神社であり（現・中山北路七段一九一巷）、その御神体は中国福建省湄州（湄洲妈祖祖庙）から譲り受けた媽祖像であった。
布教とともに、本拠地の三角埔（後に天母と呼ばれるようになる）で温泉の採掘や旅館、バスの経営を行い、教会を中心とした高級住宅地の開発を計画するなど、開発事業と密着している宗教でもある。結婚紹介所や恵まれない子どもへの教育活動も行っていた。
天母教は、終戦を迎えると教祖である中治稔郎が帰国し、事実上消滅することとなる。資産はすべて国民党に接収され、高級官僚の住宅などに転用された。その後、住環境の良さから米軍関係者や大使館など、外国人がこの一帯に多く住み始めたことにより発展し、天母教が構想していた通り高級住宅街となっている。

## 略歴
天母教の歴史は非常に短い。また、それは前述した通り、本拠地三角埔の開発と歩を一にしている。
- 1925年（大正14年）- 台北市永楽町二丁目五十二番地（現・迪化街一段附近）で教団創設
- 1926年（大正15年）- 台北市元園町二五三番地（現・成都路110）に移転し、教会、神殿、拝殿、付属集会所と教主住宅を建設。
- 1927年（昭和2年）- 台湾人と日本人の融合を求めて、台湾初の結婚紹介所「御柱會」設立[2]。
- 1930年（昭和5年）- 教主中治稔郎、布教と資金集めのため台湾全道行脚を開始する。
- 1931年（昭和6年）- 台北州士林街三角埔に湧出する温泉の権利を獲得。ここを本拠地とする事を定め、同地の開発を重田栄治との共同事業として進める。（開発の全用地は約9万坪）
- 1933年（昭和8年）- 引湯工事に着手。
- 1935年（昭和10年）- 引湯工事終了。付属公衆浴場、神苑、仮神殿を竣工し、移転。天母温泉として営業を始め、士林駅間のバスの運行も始める。
- 1945年（昭和20年）- 敗戦。教主の日本引揚げのため、教団消滅。ご神体の媽祖像は、天母東・西路の交差点近くにある廟「三玉宮」に保管されている[3]。

## 教祖
教祖の中治は明治11年1月13日、兵庫県生まれ。明治28年、兵庫県朝来郡和田山（現朝来市）の竹田尋常高等小学校尋常科准訓導となり、明治35年ごろに台湾へ渡る。明治39年に台湾総督府民政部通信局に勤務し始め。大正10年に台南郵便局庶務課長となる。台北郵便局に異動後、大正14年に依願退職。扶桑教に傾倒し、宗教思想家の中西牛郎と知り合い、扶桑教の教義を発展させる形で自ら天母教を興す。天母教運営にあたっては、台湾電力の社長だった高木友枝、台北一の高額納税を誇っていた綿布商の重田栄治らが支援した。